# Allium stipitatum
Allium stipitatum là một loài thực vật có hoa trong họ Amaryllidaceae. Loài này được Regel mô tả khoa học đầu tiên năm 1881.

## Hình ảnh

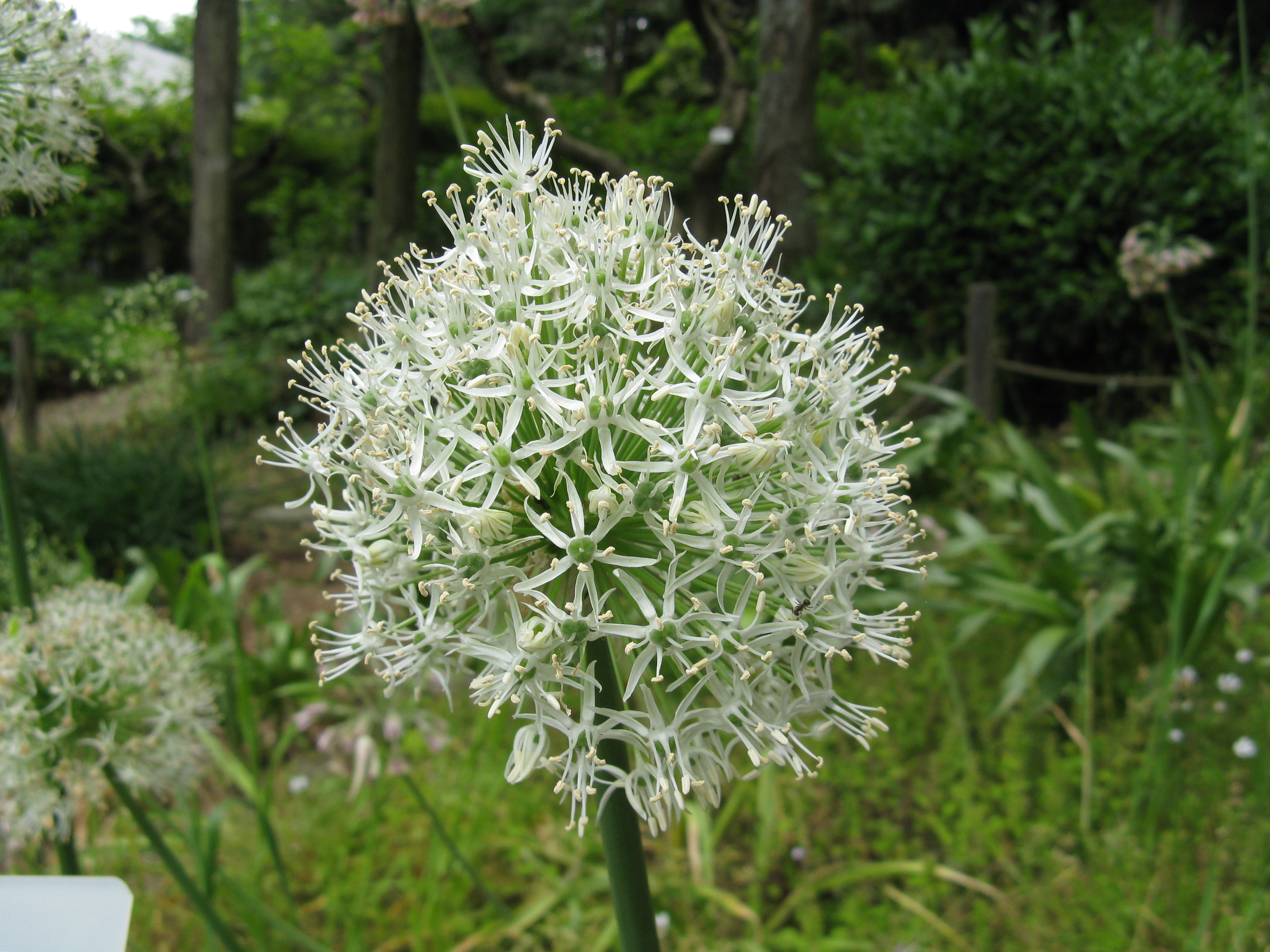
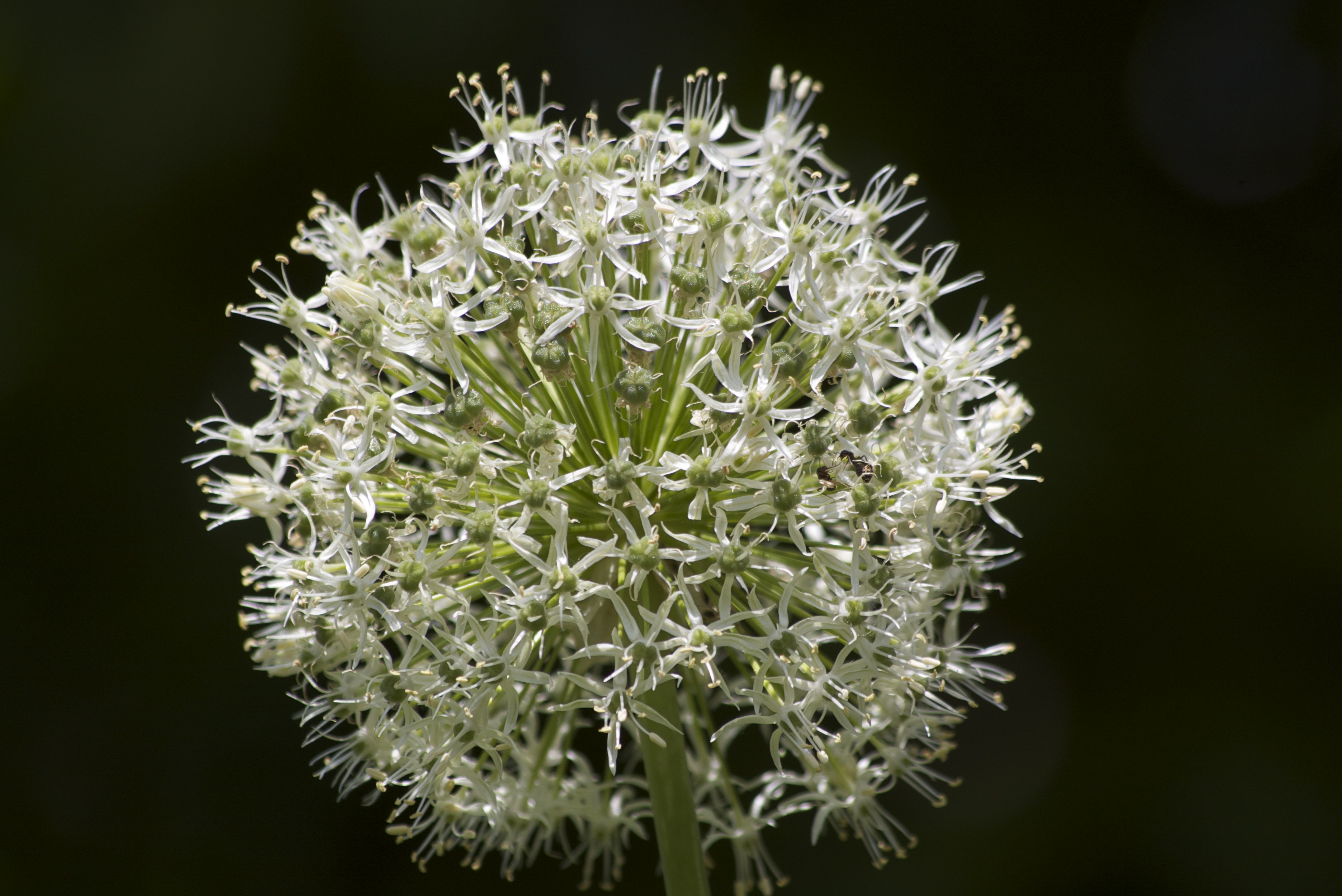
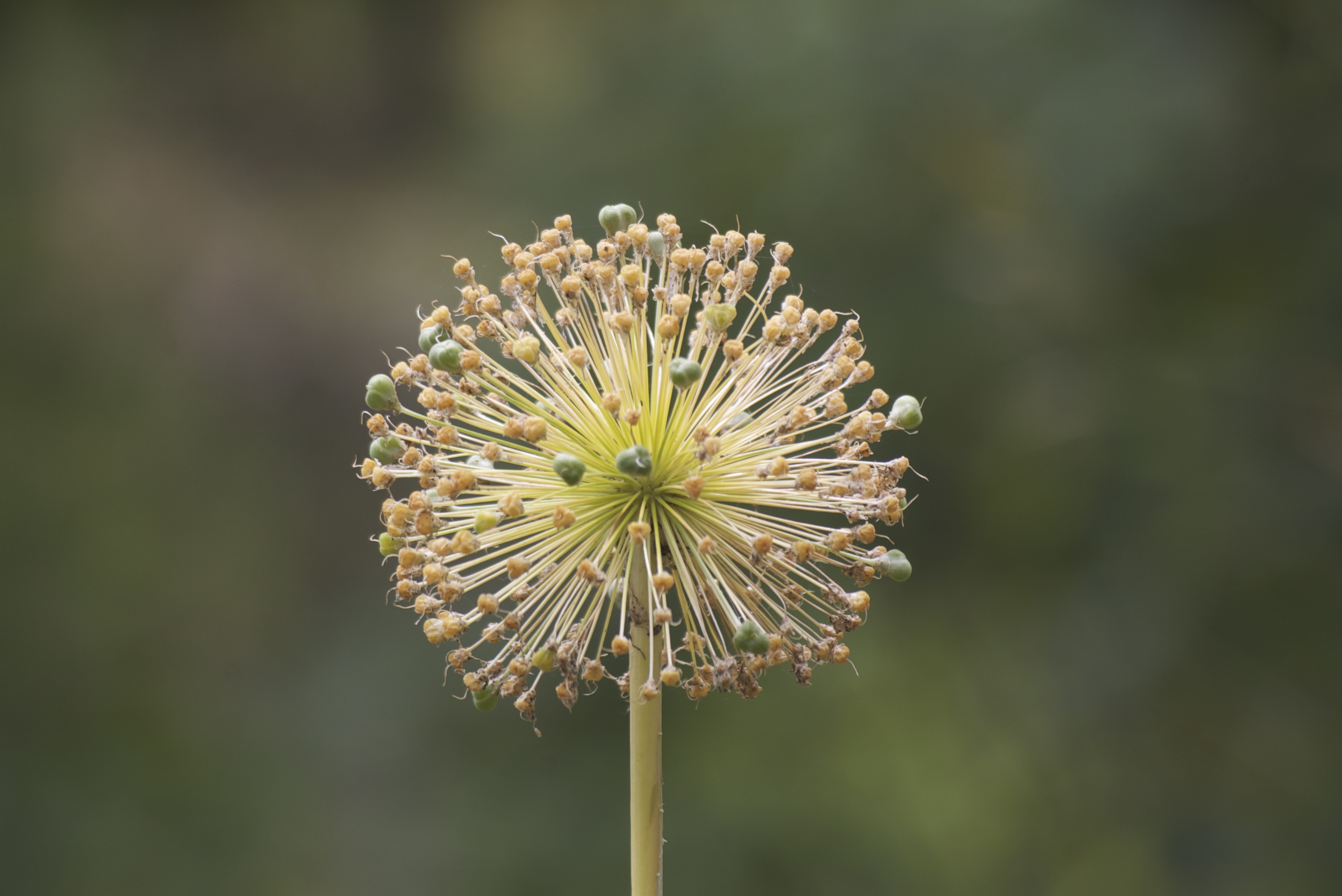
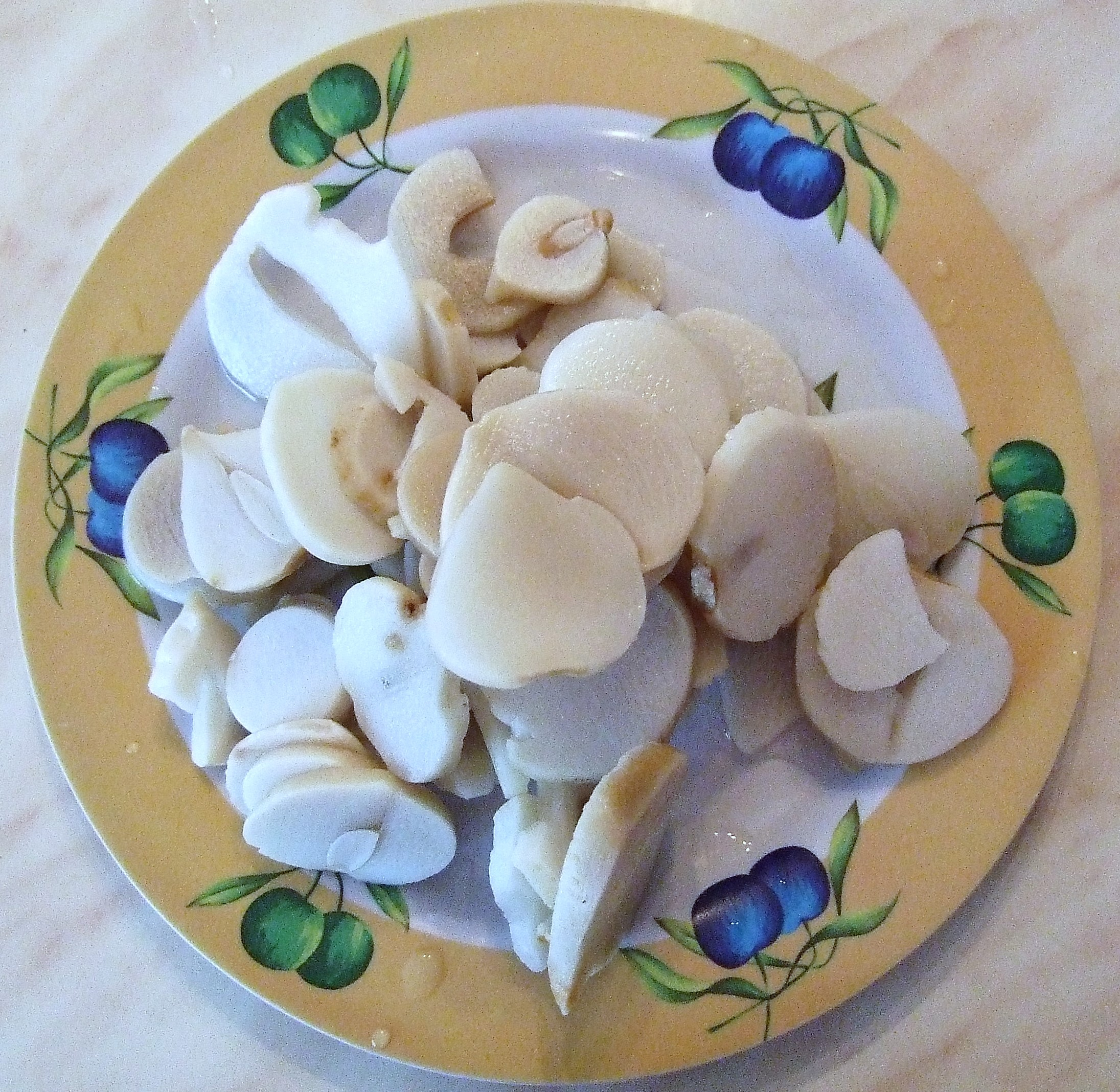